# ألينا هارناسكو
ألينا هارناسكو (مواليد 9 أغسطس 2001م) هي لاعبة جمباز إيقاعي بيلاروسية، فازت بالميدالية البرونزية في أولمبياد 2020.